# コルネリ工務店
コルネリ工務店（コルネリこうむてん）は、BayFMにて2016年4月5日から2016年9月27日まで毎週火曜深夜24:30-24:54枠で放送していたラジオ番組（アニラジ・トーク番組・バラエティ番組）である。
パーソナリティは松風雅也と三浦祥朗。

## 概要
2015年4月7日から2015年10月6日まで放送されていた『コルネーリア魔法学園』の後継番組。
パーソナリティは松風雅也が引き続き出演。
「コルネーリア魔法学園」の学園生（学級委員）という位置付けでアシスタントとして出演していた松下唯は降板し、新たに三浦祥朗が出演した。
旧番組では「声優」という職業にスポットを当て、声優には何が大事であるかを講義形式で語ることをコンセプトとした番組であったが、当番組ではそのコンセプトの一切が廃され、音楽やリスナーからの投稿ハガキを紹介するといった、より一般的なラジオ番組をコンセプトとしており、内容・方針的には旧番組とは全く別物である。

## コーナー
松風雅也主導のレギュラーコーナー『松風雅也の「お前たち!今聴くべき一曲はこれだ!」』と毎週企画が異なる『緊急特別企画』の2コーナーがある。

### 松風雅也の「お前たち!今聴くべき一曲はこれだ!」
- 松風雅也がリスナーにお勧めの曲を紹介するコーナー。その曲を唄っている歌手・バンド・曲そのものについての蘊蓄も詳しく解説する。
- 紹介された曲の詳細については 番組で紹介された曲 を参照。

### 緊急特別企画
- コーナータイトルはあくまで「緊急特別企画」であり、番組または公式サイトにて紹介される名称は副題である。なお、状況によってタイトル名がアレンジされる場合もある[2]。

| 放送回数 | 放送日  | 副題 | コーナー内容                                                                       | 備考              |
| -------- | ------- | --- | ---------------------------------------------------------------------------------- | ----------------- |
| 第01回   | 4月5日  | 俺ってこんなヤツなんだぁ                                                                                 | 出演者が声優になったキッカケや自身の身の上話などを紹介するコーナー。               | [ 3 ] [ 4 ] [ 5 ] |
| 第02回   | 4月12日 | 俺ってこんなヤツなんだぁ                                                                                 | 出演者が声優になったキッカケや自身の身の上話などを紹介するコーナー。               | [ 6 ] [ 4 ]       |
| 第03回   | 4月19日 | 最近、恋人なんか面倒くさいという若者が増えていますが この現状についてアラフォーのお2人はどう思いますかぁ | 恋愛について出演者が討論するコーナー。                                             | [ 7 ]             |
| 第04回   | 4月26日 | 連休前だし、この際だからアリかナシかハッキリさせようじゃないかぁ                                         | 賛否が分かれていることについて出演者がアリ派かナシ派かをジャッジするコーナー。     | [ 8 ]             |
| 第05回   | 5月3日  | 先日、恋愛相談のメールを募集したら結構真面目なお悩みを戴いたので 折角だからお答えします                  | 募集した恋愛相談に出演者がアドバイスするコーナー。                                 | [ 9 ]             |
| 第06回   | 5月10日 | 俺たちの苦手なもの発表会                                                                                 | 出演者の苦手なものを公表するコーナー。                                             |                   |
| 第07回   | 5月17日 | コルネリ工務店営業企画会議                                                                               | 番組の認知度を上げるために出演者がさまざまな企画を考案するコーナー。               |                   |
| 第08回   | 5月24日 | ライトな相談室                                                                                           | 番組に寄せられた深刻ではない投稿メールに出演者が討論するコーナー。                 |                   |
| 第09回   | 5月31日 | 書店員21歳その後                                                                                         | 第5回放送でメールが採用されたリスナーのその後を報告するコーナー。                  |                   |
| 第10回   | 6月7日  | この際だから、アリかナシかはっきりさせようじゃねえか選手権                                               | 第4回放送で行われたコーナーの第2弾。                                               | [ 10 ] [ 11 ]     |
| 第11回   | 6月14日 | 教えてほしい。BL のこと……                                                                                | ボーイズラブについて出演者が討論するコーナー。                                     |                   |
| 第12回   | 6月21日 | 松風雅也 IN THE U.S.A.                                                                                   | 松風雅也が仕事で行ってきたアメリカ（カリフォルニア）での土産話を披露するコーナー。 |                   |
| 第13回   | 6月28日 | 乙女ゲーム!                                                                                              | 乙女ゲームについて出演者が語るコーナー。                                           | [ 12 ]            |
| 第14回   | 7月5日  | 三浦祥朗のツイッターが「可愛すぎる💌」件                                                                 | 三浦祥朗のTwtterの内容について本人に追及するコーナー。                             |                   |
| 第15回   | 7月12日 | あなたの代わりに怒ります！💢                                                                             | リスナーが怒っている案件について、出演者が代わりに怒るコーナー。                   |                   |
| 第16回   | 7月19日 | はじめて物語!                                                                                            | 出演者の2人が音楽を聴き始めたキッカケや曲を紹介するコーナー。                      | [ 13 ] [ 14 ]     |
| 第17回   | 7月26日 | コルネリ子供相談室                                                                                       | 子供の素朴な疑問や相談に出演者が答えるコーナー。                                   |                   |
| 第18回   | 8月2日  | バカみたいなことを真面目に考えてみよう!                                                                  | くだらないことについて出演者が真面目に討議するコーナー。                           | [ 13 ]            |
| 第19回   | 8月9日  | 恋の相談メール頂きました💌                                                                               | リスナーから寄せられた恋の相談について出演者が回答するコーナー。                   |                   |
| 第20回   | 8月16日 | 夏の大質問祭り🌺                                                                                         | リスナーからの質問に対して出演者が簡単に回答するコーナー。                         |                   |
| 第21回   | 8月23日 | 夏の大質問祭りpart2                                                                                      | リスナーからの質問に対して出演者が簡単に回答するコーナー。                         |                   |
| 第22回   | 8月30日 | 夏の想い出・・・🌇                                                                                       | この夏の想い出を出演者が総括するコーナー。                                         |                   |
| 第23回   | 9月6日  | ほろ酔いガチトーーク🍺                                                                                   | シラフではなかなか答え辛いが少しだけ踏み込んだトークに出演者が答えるコーナー。     |                   |
| 第24回   | 9月13日 | ほろ酔いガチトーークPart2🍶                                                                              | シラフではなかなか答え辛いが少しだけ踏み込んだトークに出演者が答えるコーナー。     |                   |
| 第25回   | 9月20日 | 秋のメール祭り🌾                                                                                         | 普段の放送よりも多くリスナーからの投稿メールを読むコーナー。                       |                   |
| 第26回   | 9月27日 | 最終回だし、この際だから、アリかナシか、 はっきりさせようじゃねぇか！                                    | 第4回放送・第10回放送で行なわれたコーナーの第3段                                   | [ 15 ]            |

## 番組で紹介された曲
| 放送回数 | 放送日  | 歌手                        | タイトル                               | 備考                                                 |
| -------- | ------- | --------------------------- | -------------------------------------- | ---------------------------------------------------- |
| 第01回   | 4月5日  | チャック・ベリー            | ジョニー・B.グッド                     |                                                      |
| 第02回   | 4月12日 | エアロスミス                | Eat the Rich                           | アルバムトラック1番のイントロと併せて紹介            |
| 第03回   | 4月19日 | ビートルズ                  | ツイスト・アンド・シャウト             |                                                      |
| 第04回   | 4月26日 | マイケル・ジャクソン        | ヒューマン・ネイチャー                 |                                                      |
| 第05回   | 5月3日  | マキシマムザホルモン        | 「F」                                  | 番組史上初の邦楽                                     |
| 第06回   | 5月10日 | ホイットニー・ヒューストン  | I Will Always Love You                 |                                                      |
| 第07回   | 5月17日 | ガンズ・アンド・ローゼズ    | ウェルカム・トゥ・ザ・ジャングル       |                                                      |
| 第08回   | 5月24日 | ジャニス・ジョップリン      | Mercedes Benz                          |                                                      |
| 第09回   | 5月31日 | T・レックス                 | 20センチュリー・ボーイ                 |                                                      |
| 第10回   | 6月7日  | イエス                      | Close To The Edge                      |                                                      |
| 第11回   | 6月14日 | Sex Pistols                 | E.M.I                                  | 邦題では「拝啓EMI殿 - E.M.I.」が正式名称             |
| 第12回   | 6月21日 | ニルヴァーナ                | スメルズ・ライク・ティーン・スピリット |                                                      |
| 第13回   | 6月28日 | ザ・ナック                  | マイ・シャローナ                       |                                                      |
| 第14回   | 7月5日  | Elvis Presley               | ブルー・スエード・シューズ             |                                                      |
| 第15回   | 7月12日 | ドゥービー・ブラザーズ      | キャプテン・アンド・ミー               |                                                      |
| 第16回   | 7月19日 | ボブ・マーリー              | I Shot The Sheriff                     | 番組ではアルバム『レジェンド』から紹介               |
| 第17回   | 7月26日 | C&Cミュージックファクトリー | Do You Wanna Get Funky?                | ウィキペディア日本語版にページが無い旨を番組内で解説 |
| 第18回   | 8月2日  | マドンナ                    | アメリカン・ライフ                     |                                                      |
| 第19回   | 8月9日  | リンキン・パーク            | Points Of Authority                    |                                                      |
| 第20回   | 8月16日 | マリリン・マンソン          | The beautiful people                   | 「マリリン・マンソン」も参照                         |
| 第21回   | 8月23日 | マイルス・デイヴィス        | So What                                |                                                      |
| 第22回   | 8月30日 | レディー・ガガ              | ザ・フェイム                           |                                                      |
| 第23回   | 9月6日  | aiko                        | カブトムシ                             | 第5回以来の邦楽                                      |
| 第24回   | 9月13日 | BOØWY                       | ハイウェイに乗る前に                   |                                                      |
| 第25回   | 9月20日 | ジェームス・ブラウン        | I'll Go Crazy                          |                                                      |
| 第26回   | 9月27日 | システム・オブ・ア・ダウン  | Highway Song                           |                                                      |

## アーカイブ版一覧
当番組は動画共有サイト「ニコニコ動画」にてアーカイブ版がアップされている。アーカイブ版限定のトークが在るため、局放送版よりも若干長くなっている。ただし、局放送で紹介された楽曲は著作権上の都合でカットされている。
| - 第01回 - 第02回 - 第03回 - 第04回 - 第05回 | - 第06回 - 第07回 - 第08回 - 第09回 - 第10回 | - 第11回 - 第12回 - 第13回 - 第14回 - 第15回 | - 第16回 - 第17回 - 第18回 - 第19回 - 第20回 | - 第21回 - 第22回 - 第23回 - 第24回 - 第25回 | - 第26回 （最終回） |  |

## ゲスト
旧番組では「声優」という仕事そのものにスポットを当て、声優の仕事について学んでいくというコンセプトだったことから、第1回放送以外は毎週必ずゲストを呼んでいたが、当番組は番組コンセプトそのものが旧番組と全く異なるトーク番組スタイルとなったため、ゲスト制度は廃止され、番組開始から最終回までゲストは1人も出演しなかった。

## 備考
- 『コルネーリア魔法学園』の後継番組であるため、一部の演出内容を継承している。当番組は学校ではなく「工務店」という位置付けであるが、「コルネーリア魔法学園」のオープニングで恒例だった「ウェストミンスターの鐘」が鳴るシーンで番組（工務店の始業）が始まる他、一部の効果音も同じものが使用されている。
- 当番組では、松風雅也は「主任」、三浦祥朗は「係長代理」という位置付けになっており、松風雅也がメインでありながら三浦祥朗の方が上司のような立場になっている。
- 第13回（2016年6月28日放送分）の放送で、ゲーム雑誌『B's-LOG』による取材が入り、2016年9月号[17]に記載される旨を発表。
- 第23回（2016年9月6日放送分）は番組史上初めてスタジオ以外からの放送となった（場所はパセラリゾーツ赤坂店）。
- 第24回（2016年9月13日放送分）も前週に引き続きスタジオ外からの放送となった（場所は同じくパセラリゾーツ赤坂店）。
- 第25回（2016年9月20日放送分）で第26回（2016年9月27日放送分）を以って番組が終了する旨が発表された[18]。
- 出演者の松風雅也と三浦祥朗は当番組の第二弾（後継番組）の企画に意欲的な発言をしており、今後、新たな後継番組が企画される可能性を示唆する発言を残している。